# Georg Wilfinger
Georg Wilfinger OSB (* 6. Oktober 1949 in Immendorf, Bezirk Hollabrunn) ist ein österreichischer Benediktiner und seit 2001 der 67. Abt des Stiftes Melk.

## Leben und Wirken

### Benediktiner
Da er in einer vom Stift Melk betreuten Pfarre aufwuchs, kam er schon früh mit den Benediktinern der Abtei in Kontakt. Nach der Matura am Gymnasium Hollabrunn im Jahr 1969 wurde Wilfinger als Novize in Melk eingekleidet. Er studierte ab 1970 Theologie an der Universität Salzburg. 1973 legte er seine feierliche Profess ab, 1975 folgte die Priesterweihe durch Weihbischof Alois Stöger. Von 1983 bis 2000 war er Konviktsdirektor und unterrichtete r. k. Religion am Melker Stiftsgymnasium. Seit 1985 ist er außerdem Pfarrer der dem Stift inkorporierten Pfarre Großriedenthal.

### Abt
Im März 2001 bestellte ihn Abt Burkhard Ellegast zum Prior. Nachdem dieser altersbedingt sein Amt zurücklegt hatte, wurde Wilfinger am 12. Oktober durch den Konvent zu seinem Nachfolger gewählt. Am 7. November, einen Tag nach Ellegasts 70. Geburtstag (der üblicherweise die Altersgrenze darstellt), übernahm er auch die Leitung des Klosters als 67. Abt von Melk. Am 2. Dezember 2001 folgte die Abtsbenediktion durch den Wiener Alterzbischof Franz Kardinal König, der ein ehemaliger Schüler des Stiftsgymnasiums Melk war. Als Prior folgte ihm Wilfried Kowarik nach. Am 28. Oktober 2013 wurde Georg Wilfinger vom Konventkapitel als Abt des Benediktinerstiftes Melk für zwölf Jahre wiedergewählt. Georg Wilfinger war Vorstandsmitglied der Österreichischen Superiorenkonferenz und Kongregationsökonom der Benediktinerkongregation.
Sein Wahlspruch als Abt lautet „In gaudio servire“ (In Freude dienen). Sein Abtswappen zeigt im linken Wappenfeld eine Sonnenblume, laut eigener Aussage seine Lieblingsblume und ein Symbol für Jesus Christus, und rechts einen Weinstock, symbolisch für seine Pfarrtätigkeit im Weinbauort Großriedenthal. Ein besonderes Anliegen ist ihm seit seinem Amtsantritt ein Sozialprojekt zugunsten rumänischer Straßenkinder in Saniob, dessen Schirmherr das Stift Melk ist.

## Auszeichnungen
- Goldenes Komturkreuz des Ehrenzeichens für Verdienste um das Bundesland Niederösterreich[3]
- Großes Silbernes Ehrenzeichen für Verdienste um die Republik Österreich[4]